# Bertrand de Five Pranger
Bertrand de Five Pranger (28 de mayo de 1950) es un deportista español que compitió en natación adaptada. Ganó cuatro medallas en los Juegos Paralímpicos de Verano en los años 1972 y 1976.

## Palmarés internacional
| Juegos Paralímpicos | Juegos Paralímpicos | Juegos Paralímpicos | Juegos Paralímpicos |
| Año                 | Lugar               | Medalla             | Prueba              |
| ------------------- | ------------------- | ------------------- | ------------------- |
| 1972                | Heidelberg (RFA)    | Medalla de plata    | 50 m libre 4        |
| 1972                | Heidelberg (RFA)    | Medalla de plata    | 75 m estilos 4      |
| 1976                | Toronto (Canadá)    | Medalla de oro      | 50 m libre 3        |
| 1976                | Toronto (Canadá)    | Medalla de plata    | 75 m estilos 3      |